# Saint-Martin-de-Ré
Saint-Martin-de-Ré település Franciaországban, Charente-Maritime megyében. Lakosainak száma 2309 fő (2022. január 1.). Saint-Martin-de-Ré Le Bois-Plage-en-Ré, La Couarde-sur-Mer és La Flotte községekkel határos.

## Története

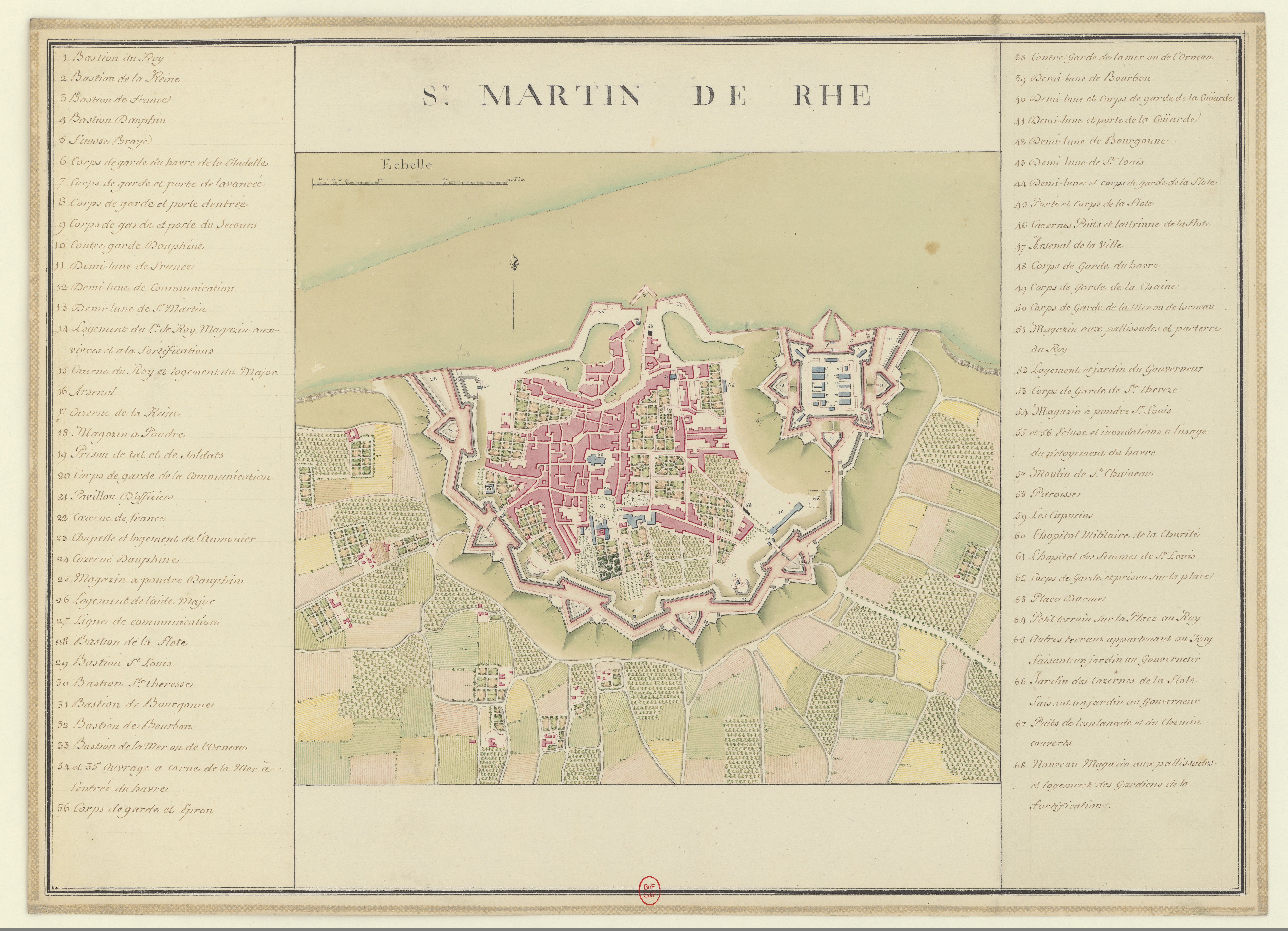

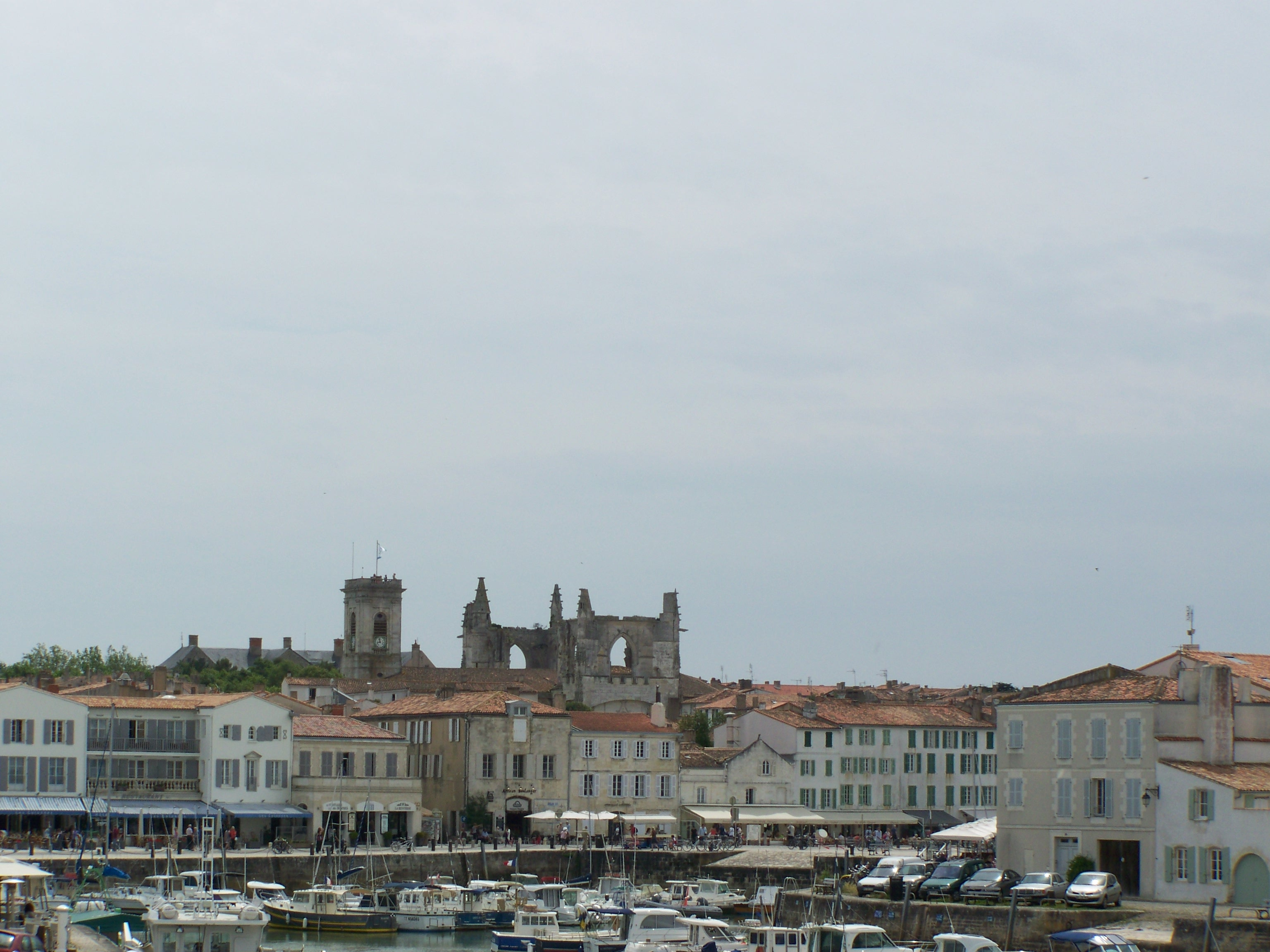

Saint-Martin-de-Ré egy 2405 lakosú település Franciaországban, az Atlanti-óceán partján, a Charente-Maritimen.
Az itt található kiterjedt erődítmény a 17. század elején épült. közelében található a kikötő a Citadellával, ahonnan korábban a fegyenceket szállították Francia Guyanába és Új-Kaledóniába, (ahogy azt Henri Charriere Papillon ábrázolta). A "Vauban erődítmény" 2008 óta a Világörökség része.
Ma Saint-Martin egy idilli üdülőhely. Van egy kikötő a város központjában, amely körül szállodák, éttermek és bisztrók csoportosulnak. Az erődítmény máig a legnagyobb börtön típus "Maison Centrale", melyben olyan foglyokat tartottak, amelyeket hosszú börtönbüntetésre ítéltek és akiknél a sikeres rehabilitáció esélyei minimálisak.

## Galéria

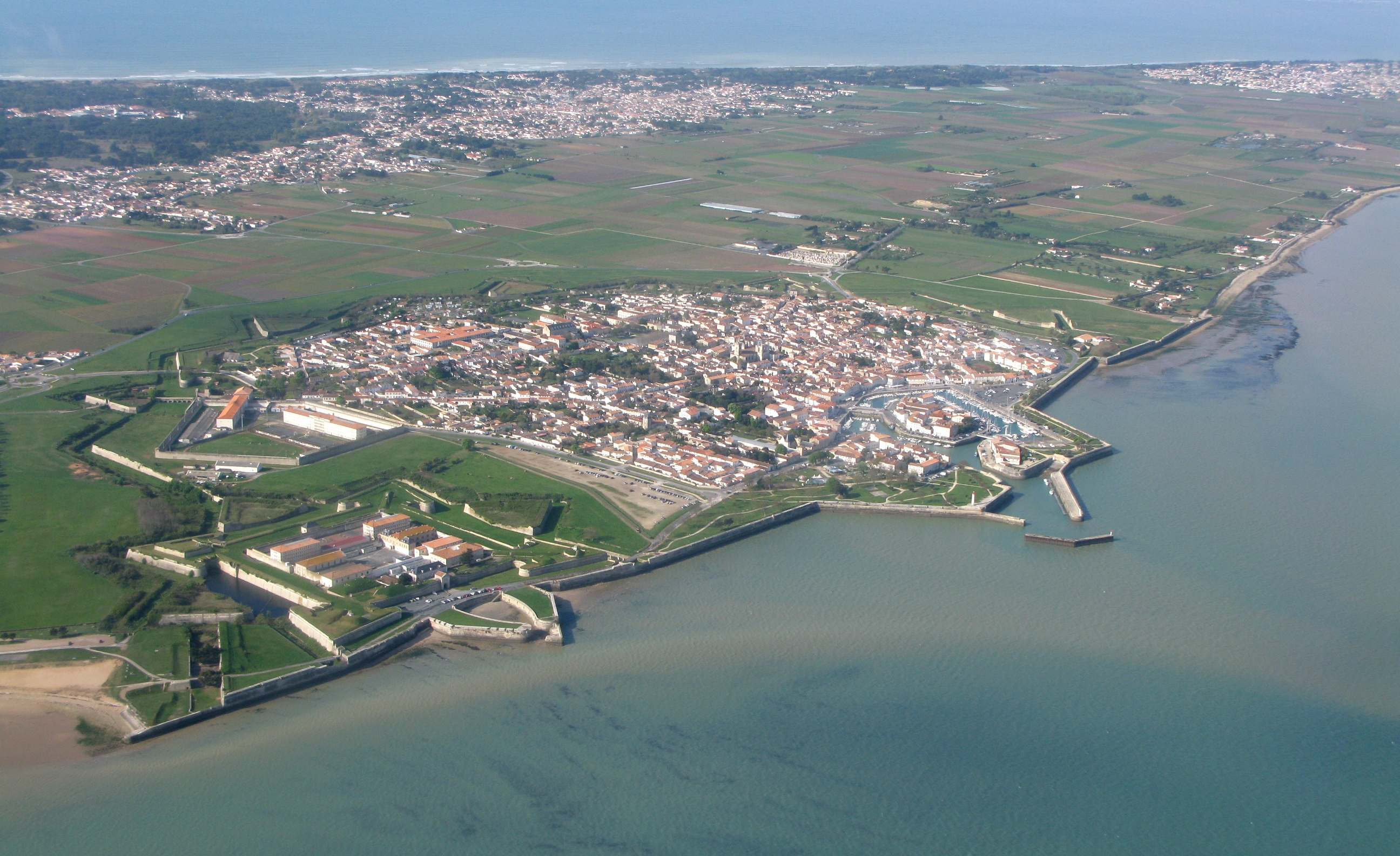
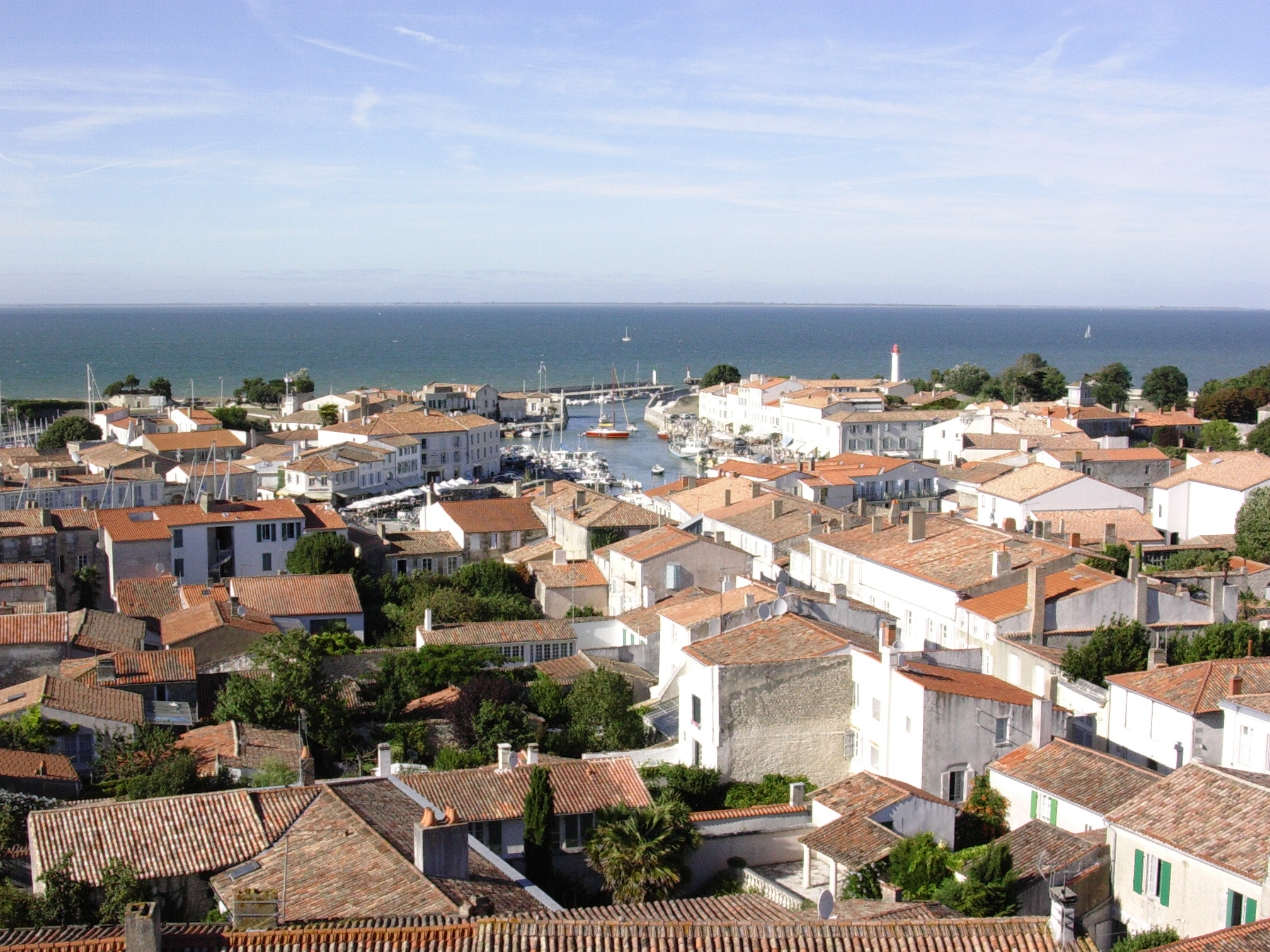
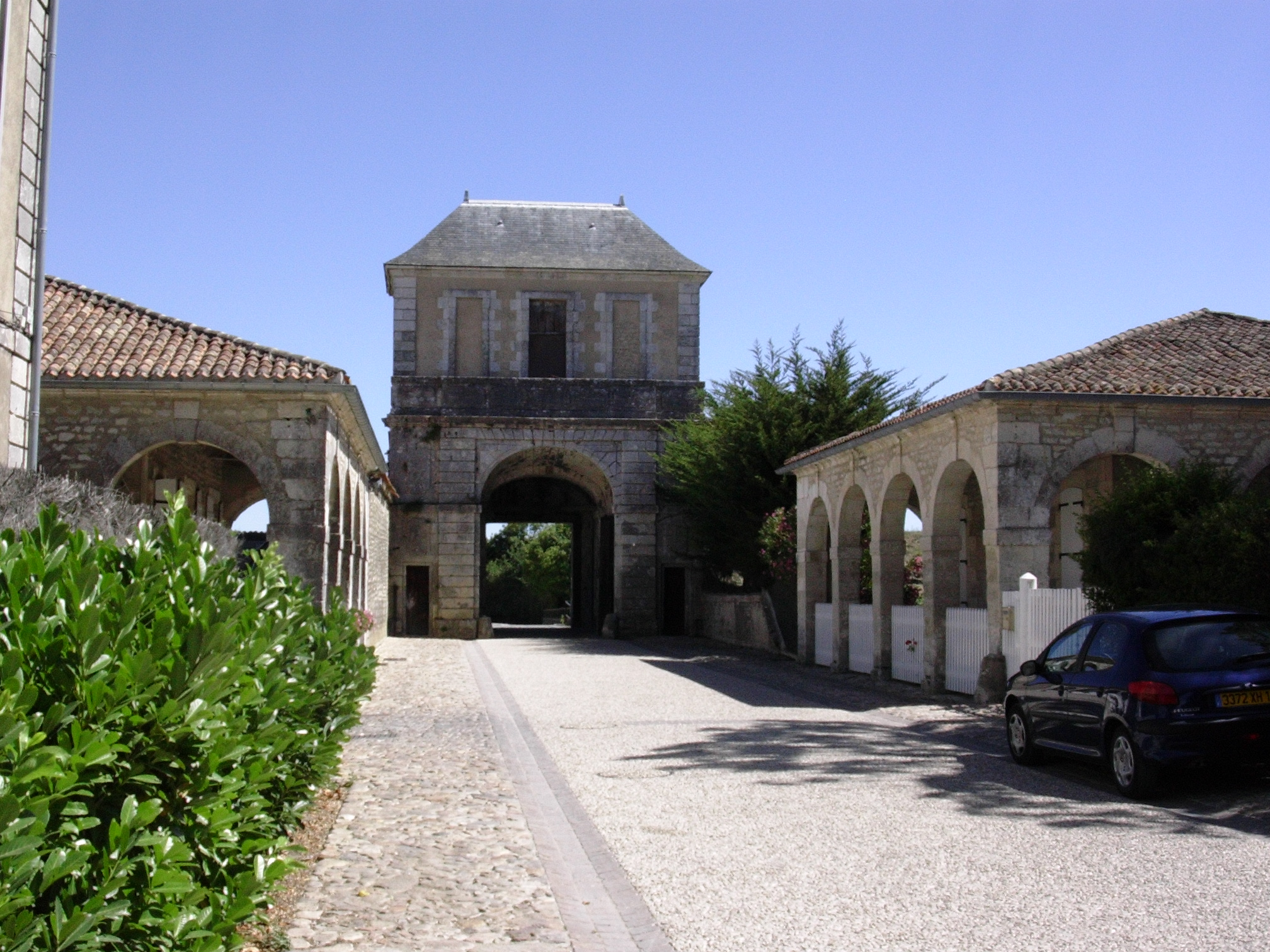
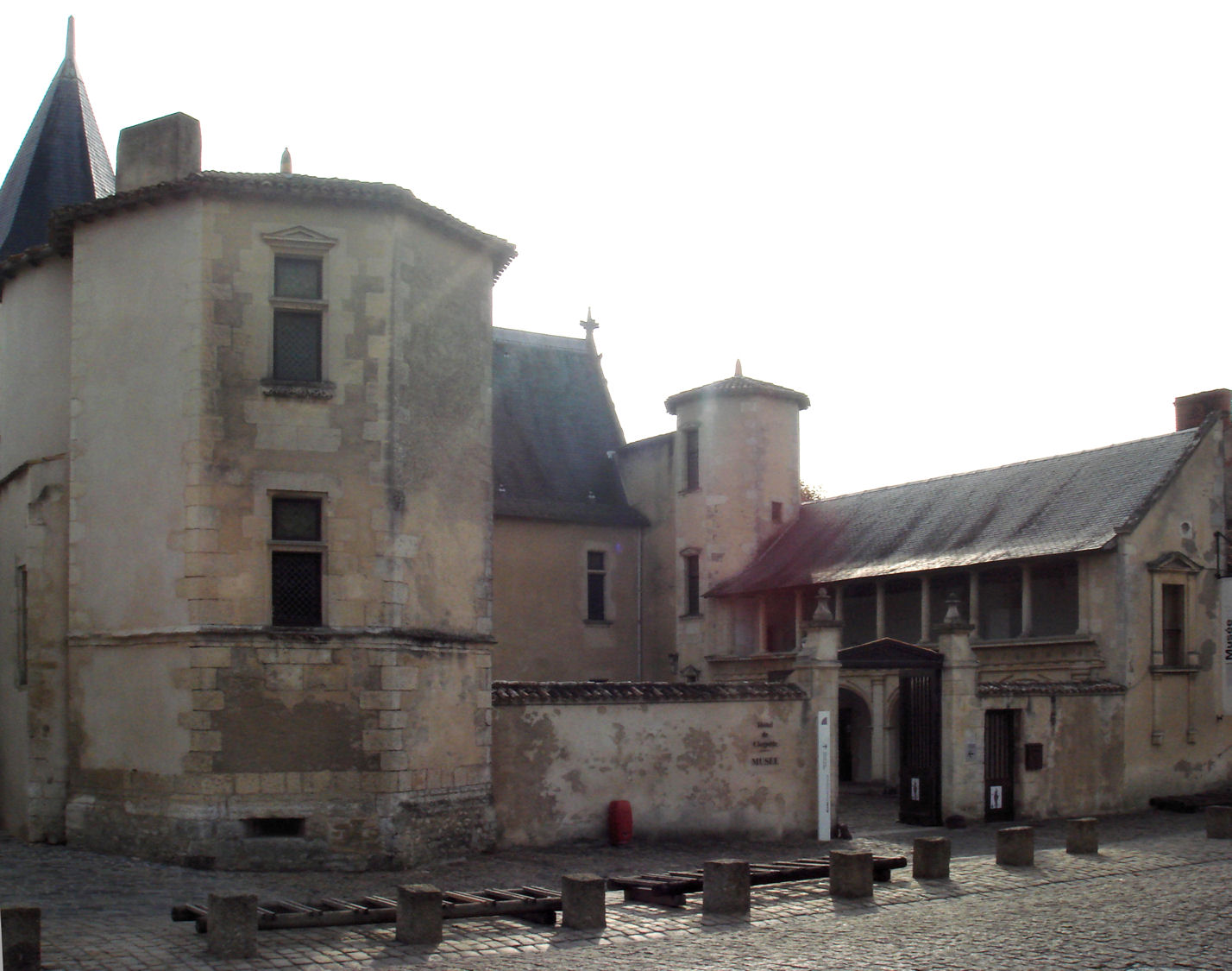
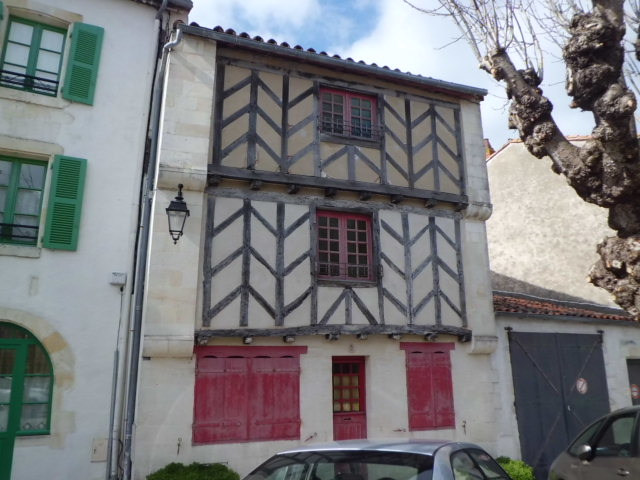
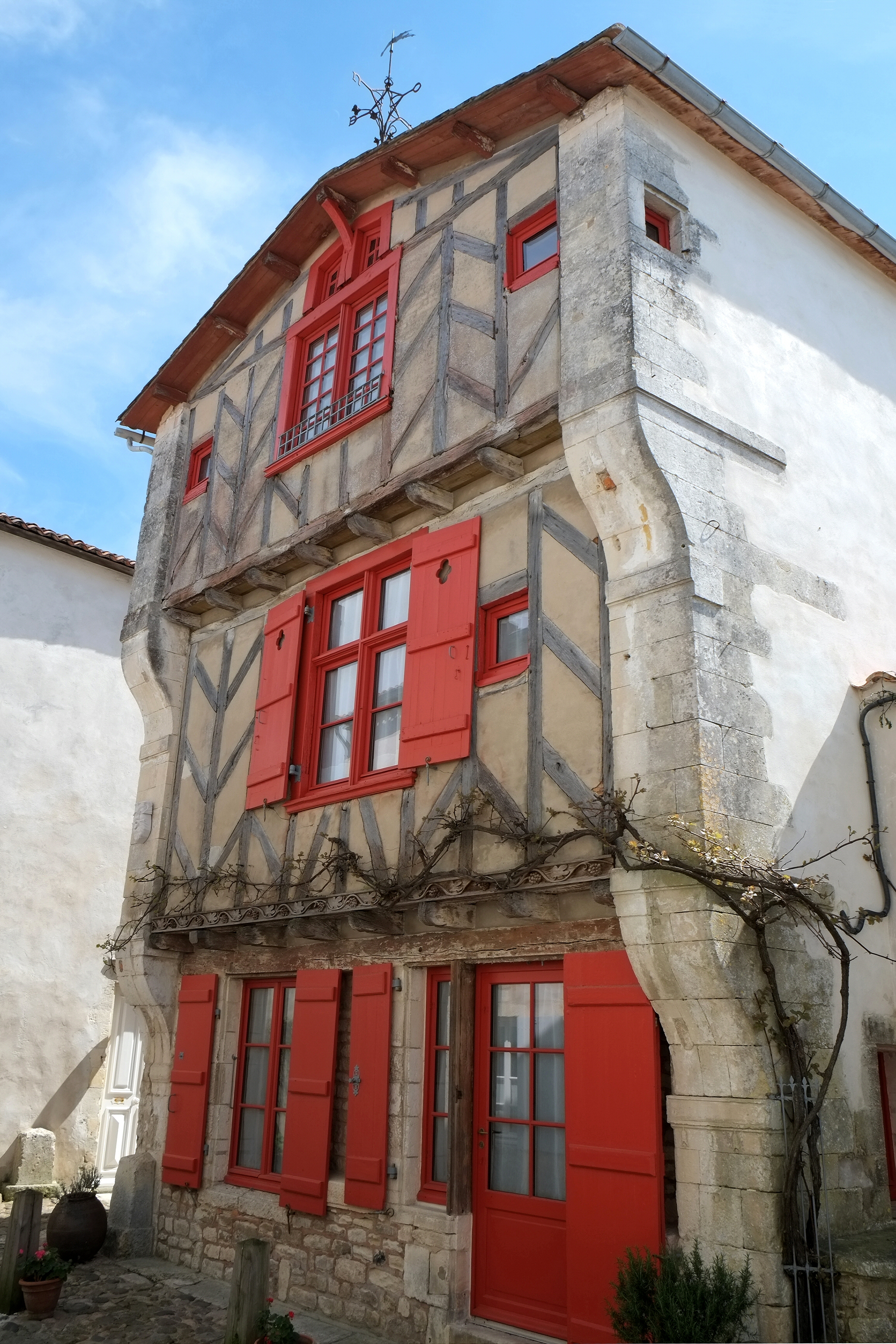
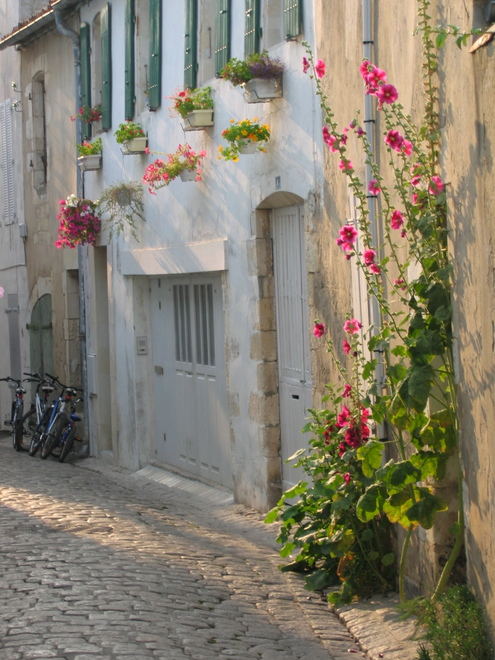
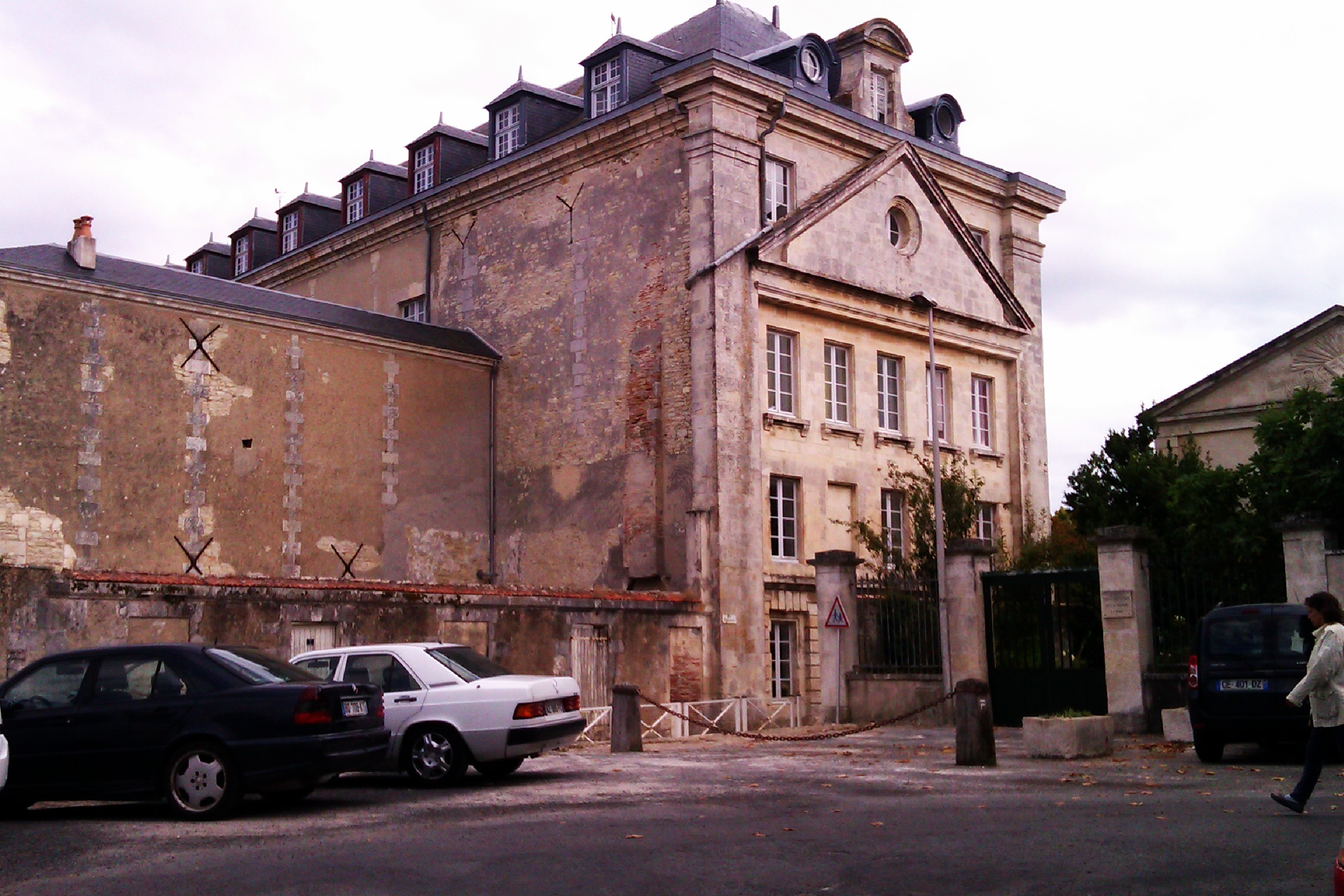
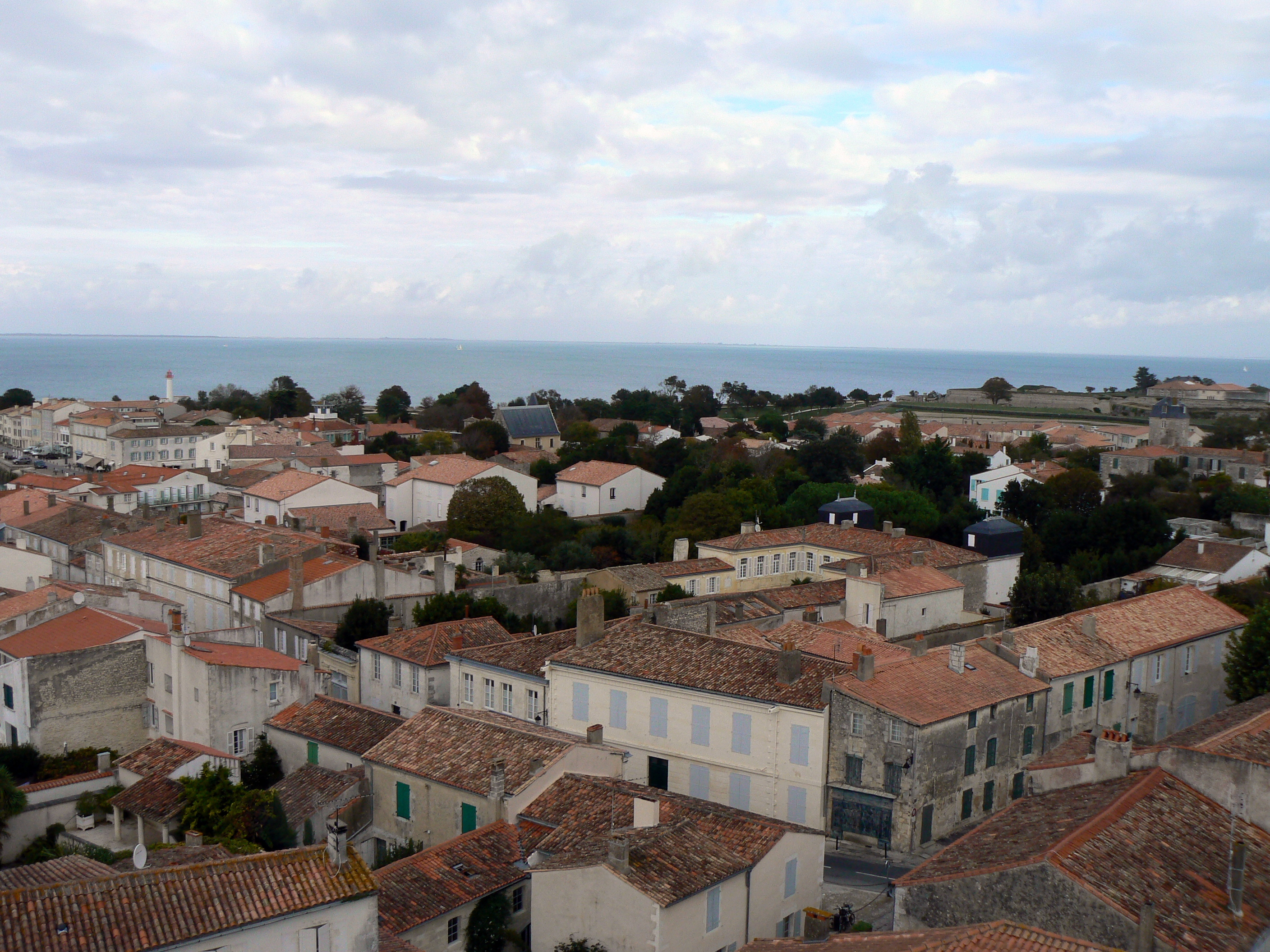
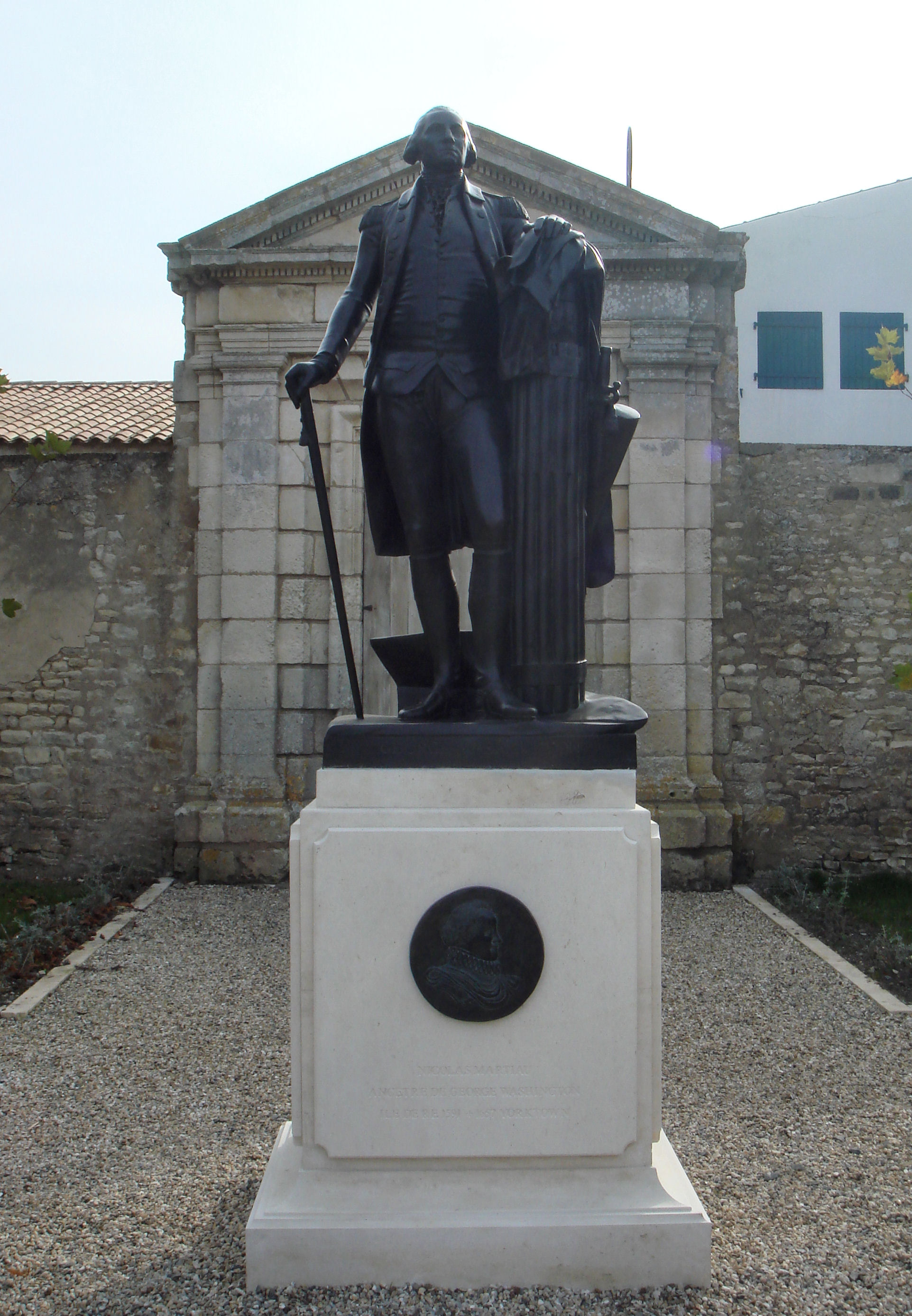
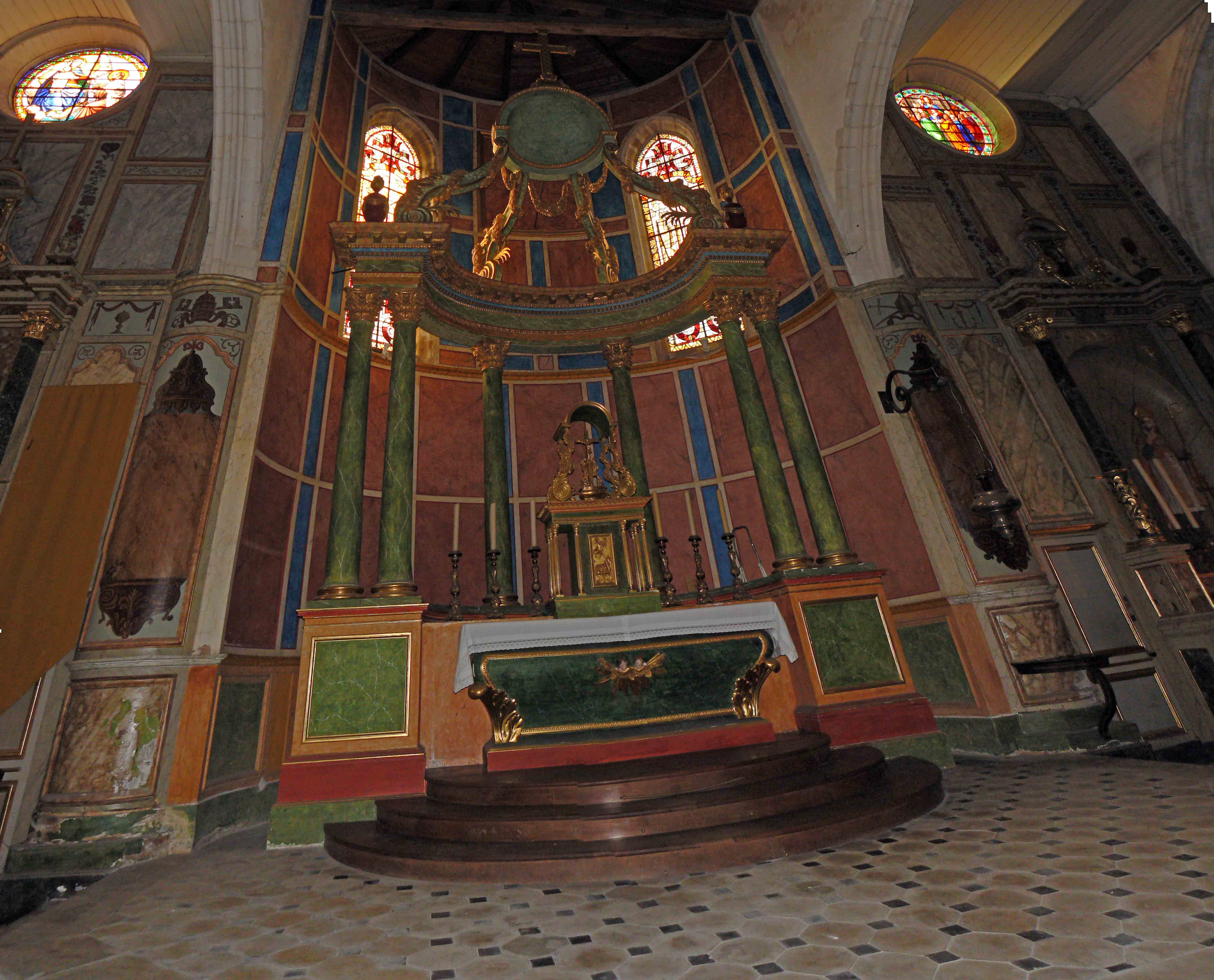
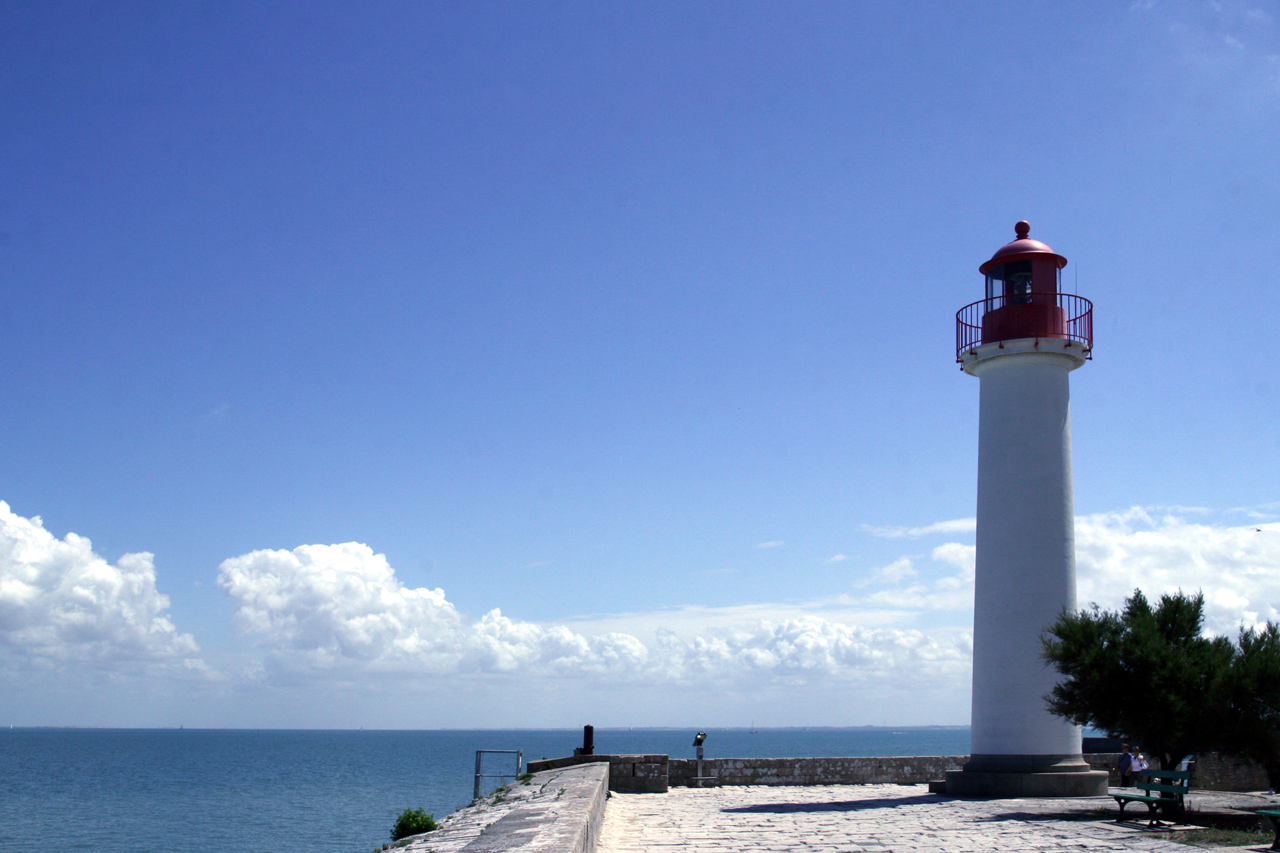
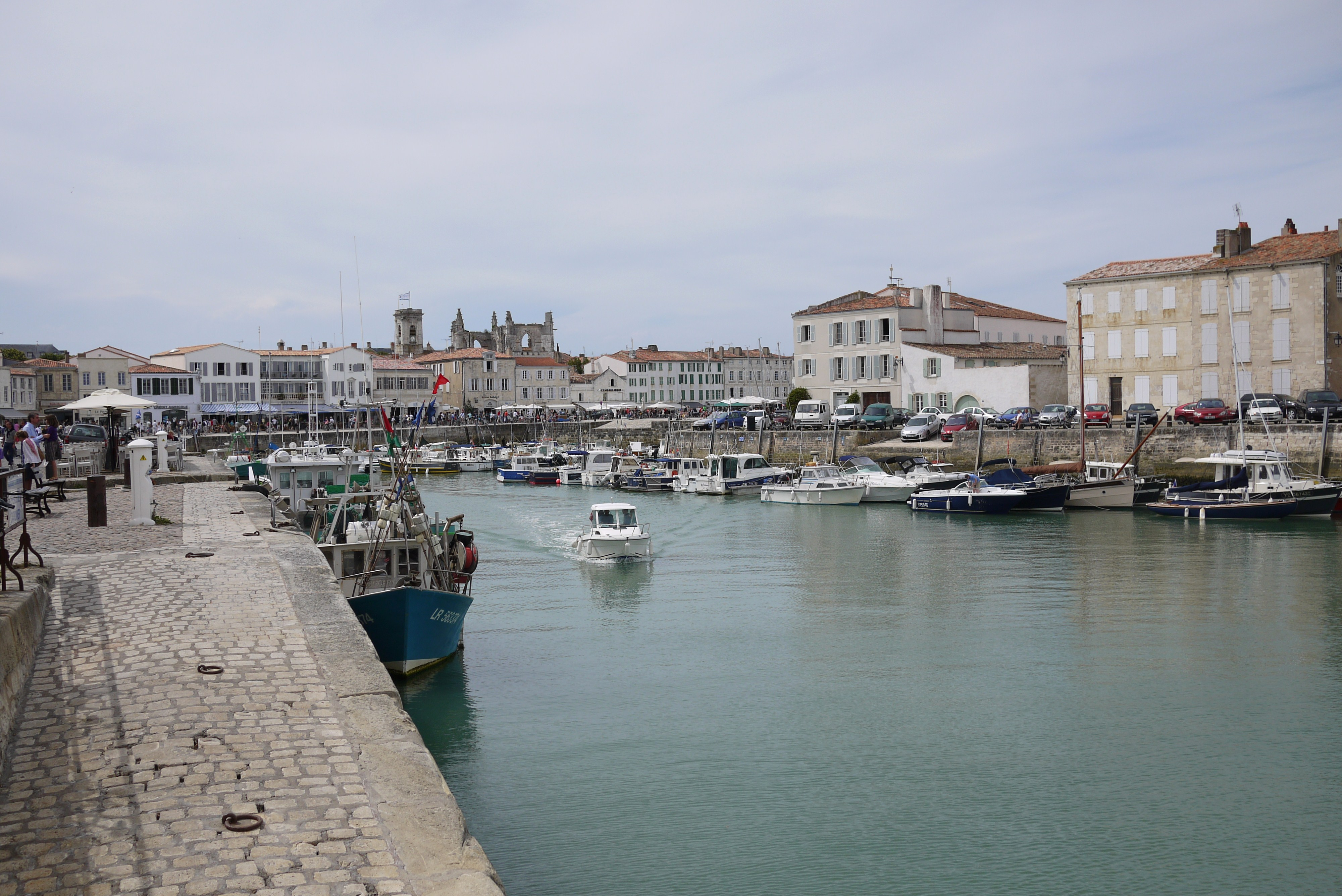
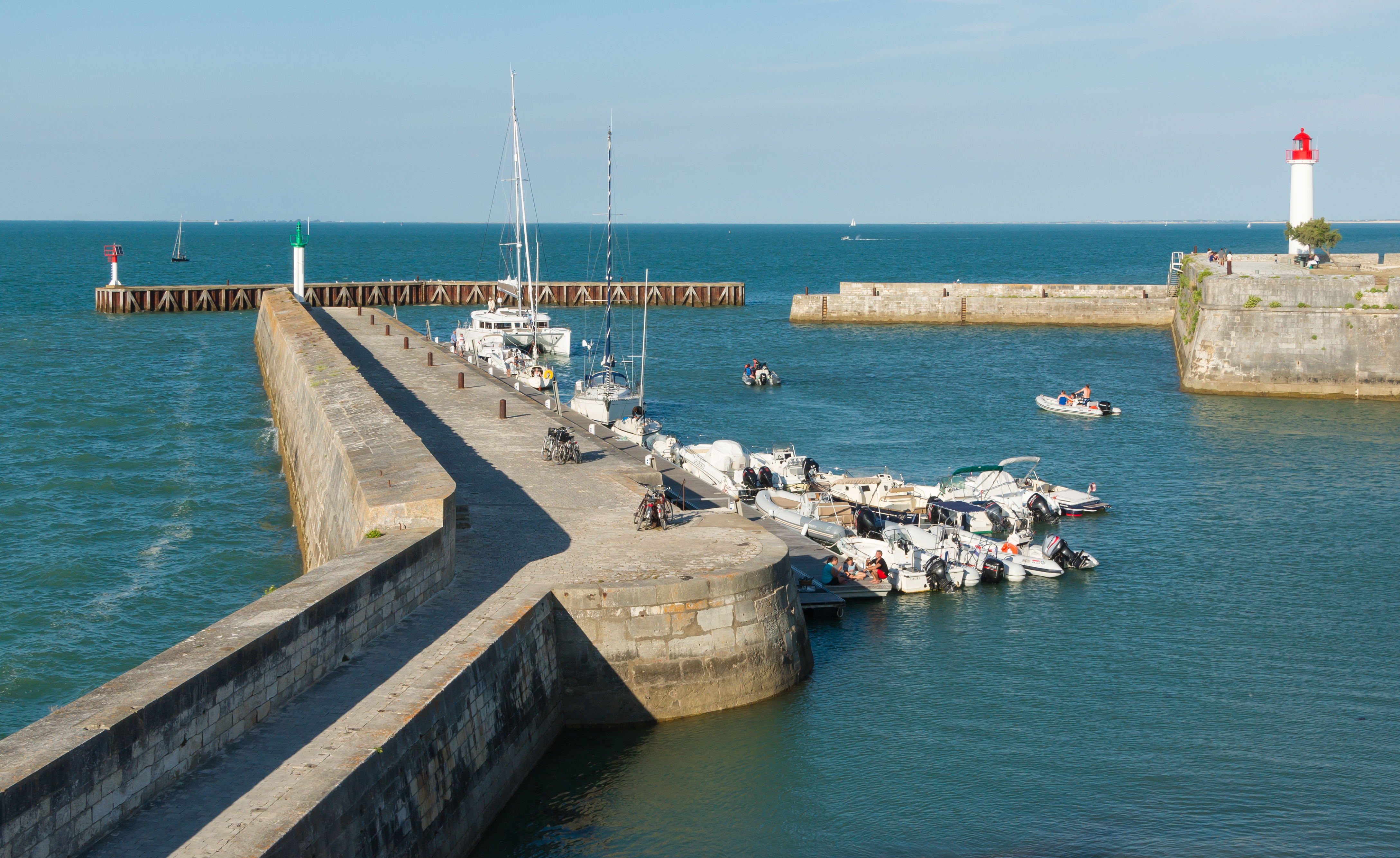
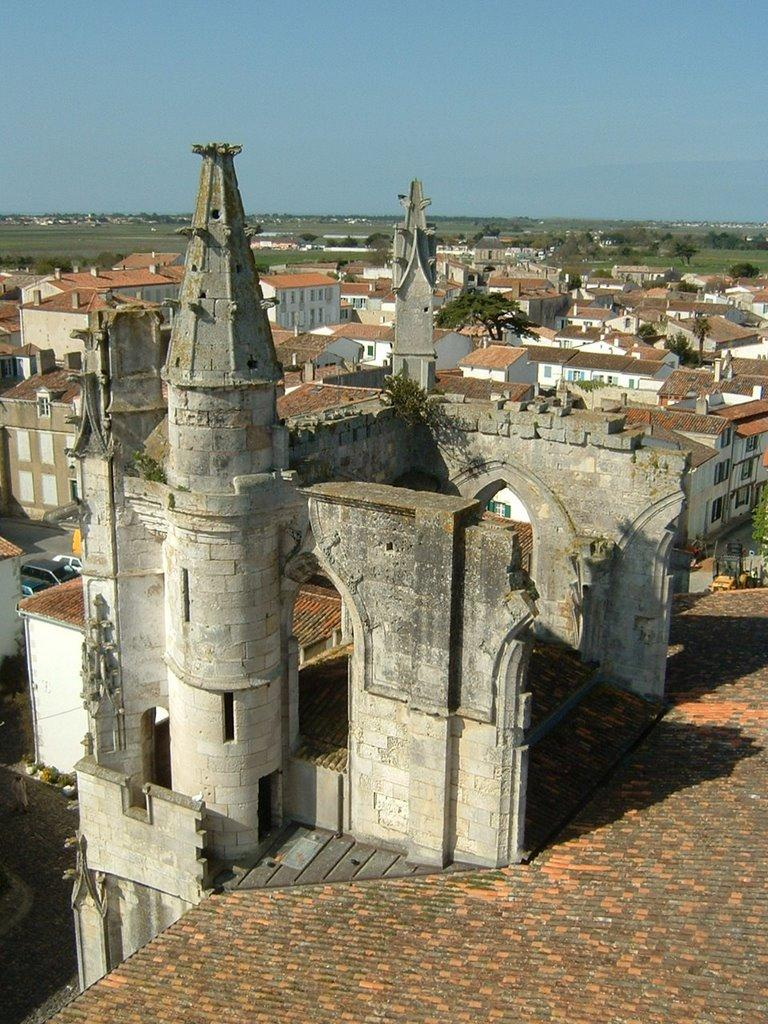
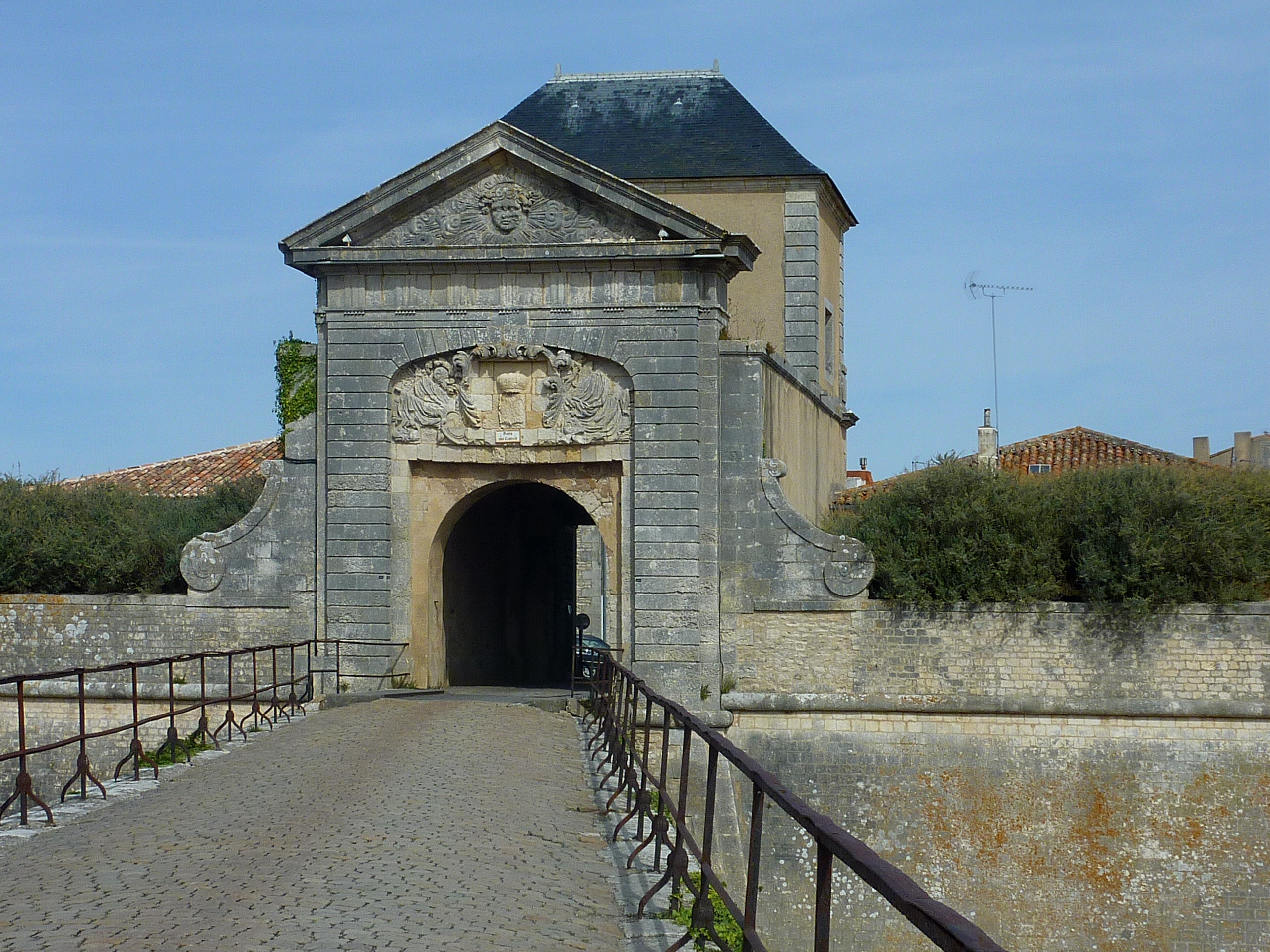
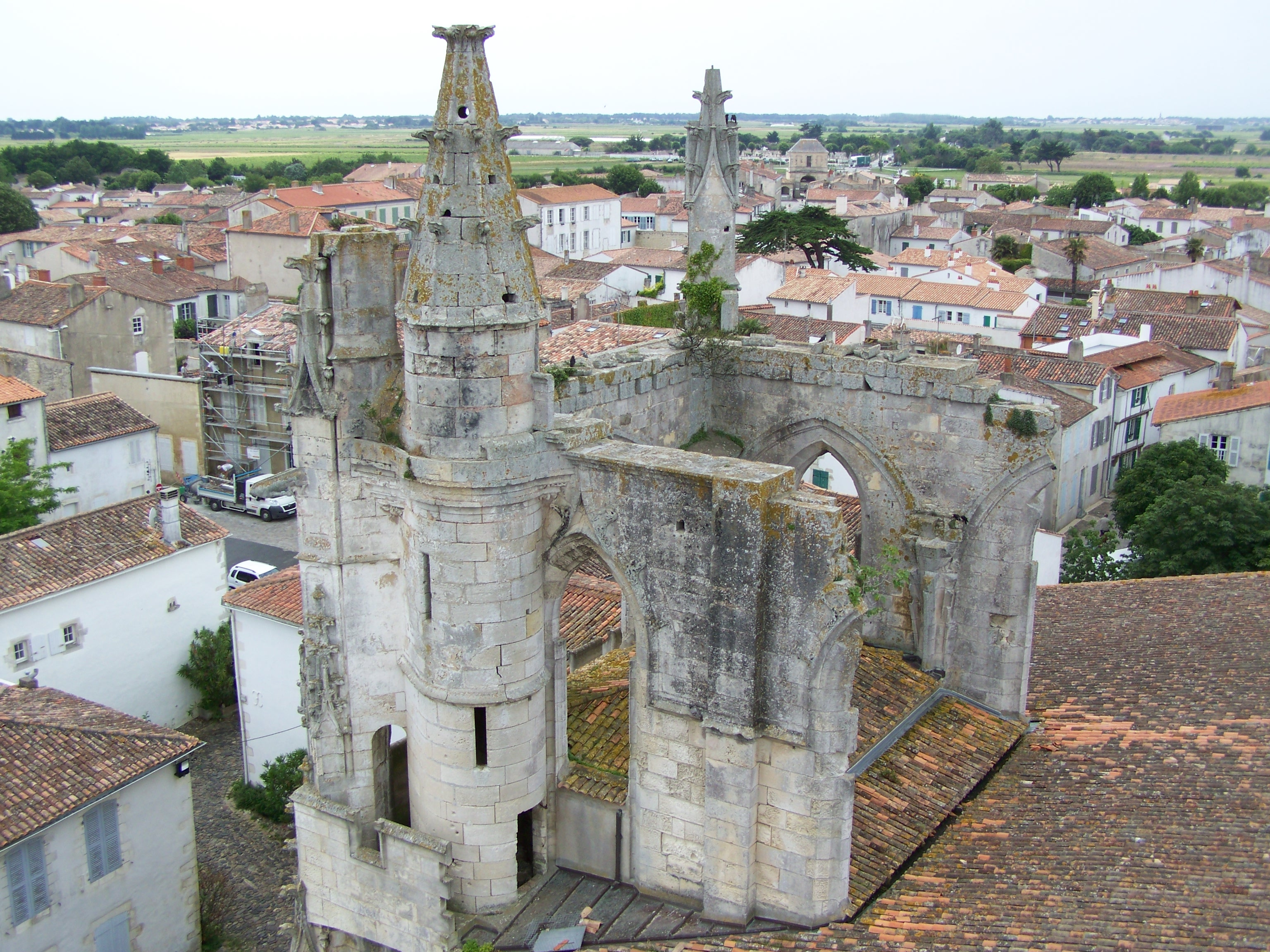
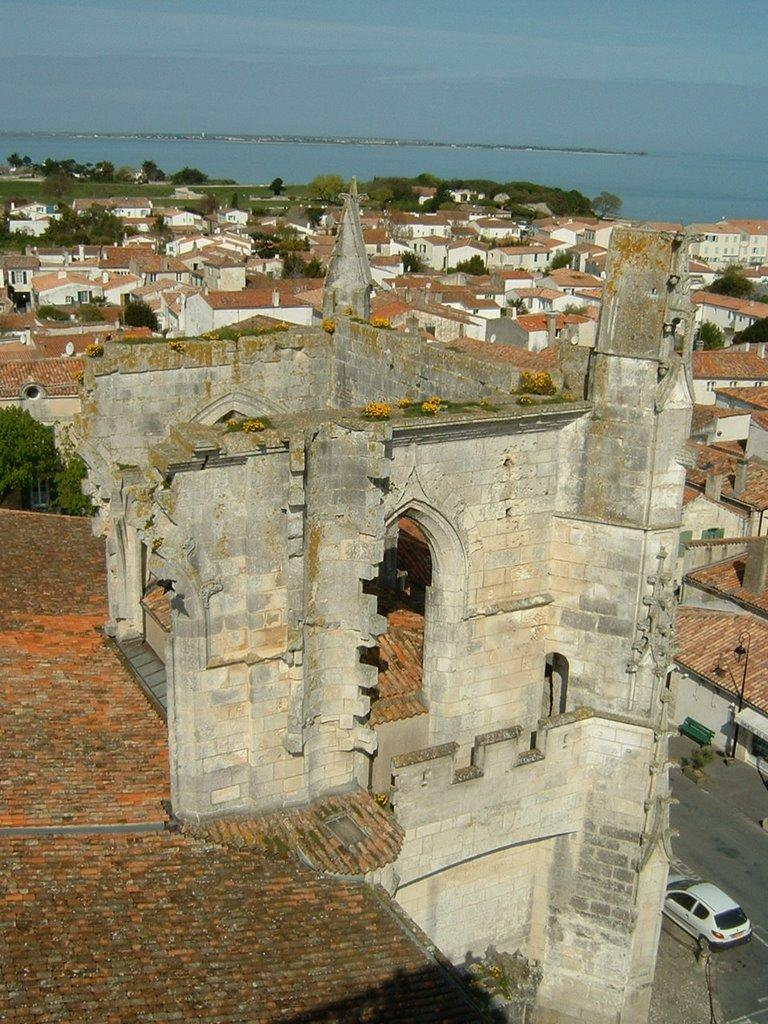

## Nevezetességek
- Kikötő
- Citadella

## Népesség
A település népessége az elmúlt években az alábbi módon változott:
| Lakosok száma | 2096 | 2400 | 2512 | 2597 | 2405 | 2346 | 2231 | 2215 | 2220 | 2309 |
|               | 1968 | 1982 | 1990 | 2006 | 2013 | 2015 | 2017 | 2019 | 2020 | 2022 |